# ريمي أبيولا
ريمي أبيولا (بالإنجليزية: Remi Abiola)‏ (أغسطس 1953 – 29 يوليو 2009)، كانت مُمثلة نيجيرية.

## وفاتها
تُوفيت ريمي أبيولا يوم 29 يوليو 2009 في مدينة نيويورك، بعد مُعاناة مع مرض السرطان.

## روابط خارجية
ريمي أبيولا على موقع IMDb (الإنجليزية)